# Comuna de Łobez

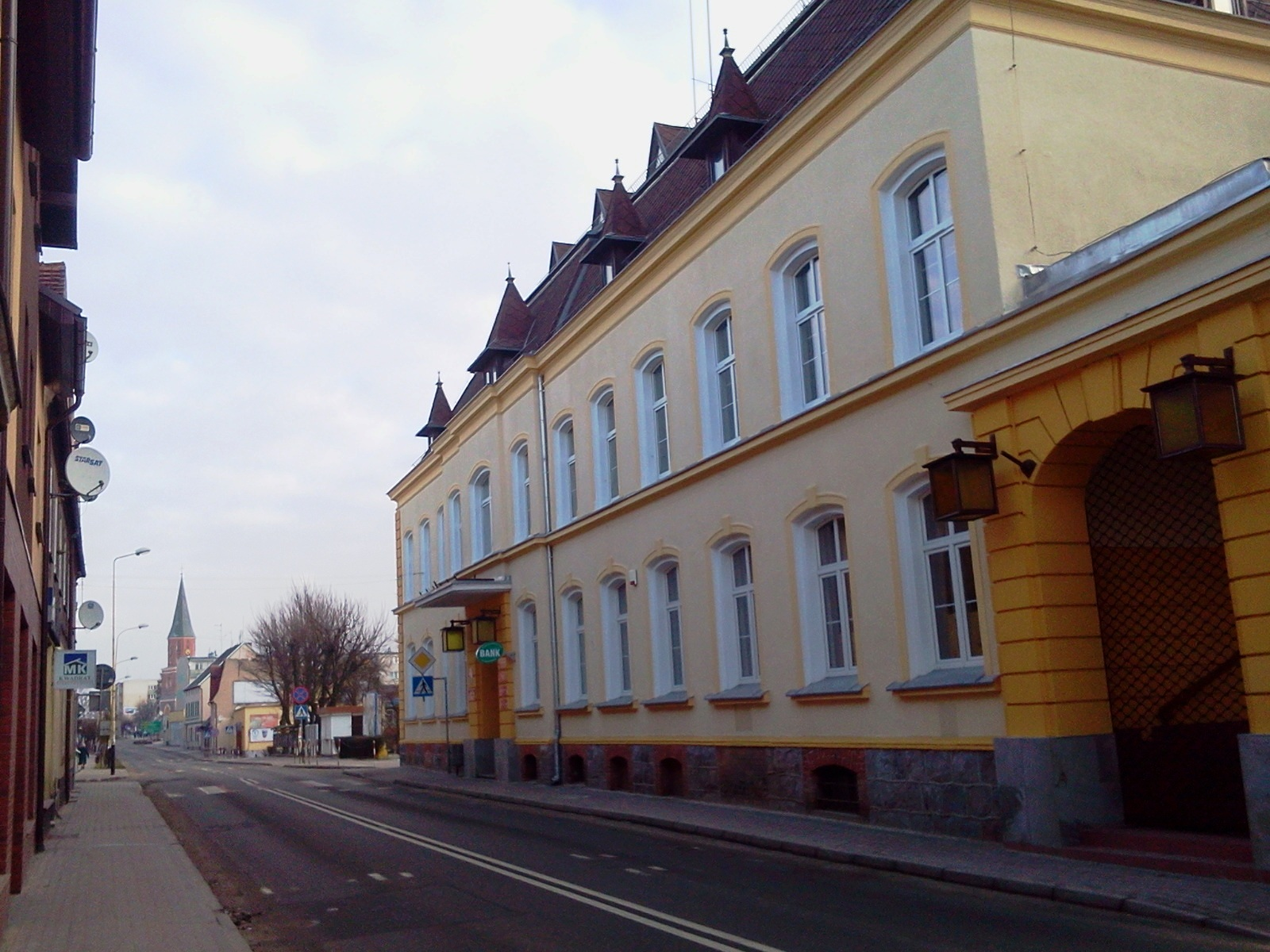
Escritório dos Municípios e Cidades

Łobez (polaco: Gmina Łobez) é uma gmina (comuna) na Polónia, na voivodia de Pomerânia Ocidental e no condado de Łobez.
De acordo com os censos de 2014, a comuna tem 14.345 habitantes, com uma densidade 63 hab/km².

## Área
Estende-se por uma área de 228 km².